# Francisco Aparicio Sánchez
Francisco Aparicio Sánchez, nacido en Yepes (Toledo), en 1936, es un reconocido escultor español con abundante obra en espacios públicos. Reside actualmente en Madrid donde tiene su estudio de trabajo. Su obra tiene un profundo carácter humanista, girando fundamentalmente en torno a la figura del ser humano. Murió en Madrid, el 11 de septiembre de 2024, a los 88 años de edad.

## Biografía
Nacido en Yepes, en 1936, realizó sus estudios en la Escuela Superior de Bellas Artes de San Fernando de Madrid, de 1955 a 1960. En 1981 se licienció en Bellas Artes. Casado, con dos hijos, actualmente reside en Madrid. Ha recibido numerosos premios, el más importante el Premio Nacional de Escultura en 1961. Una de sus facetas creativas más importantes es la centrada en las medallas, obras en formato menor, entre 18 y 20 centímetros, algunas dedicadas a grandes figuras como Gerardo Diego y María Zambrano. En el campo de las monedas también ha recibido numerosos premios como el Primer Premio Tomás Francisco Prieto de la Fabrica Nacional de Moneda y Timbre, en Madrid, en 1977.

## Obra en espacios públicos
- Apartahoteles Meliá, en Alicante y Bajondillo (Málaga)
- Biblioteca de la Universidad de Málaga
- Fuente en Archidona (Málaga)
- Monumento a Don Bosco, Béjar (Salamanca)
- Homenaje a las víctimas del terrorismo, Getafe (Madrid)
- Monumento a Isabel la Católica, Arévalo (Ávila)
- Monumento a Fray Juan Gil, Arévalo (Ávila)
- Mujer Bargueña, Bargas (Toledo)
- Torero Marcos de Celis, Palencia
- Monumento a San Román, Toledo

## Obra en museos

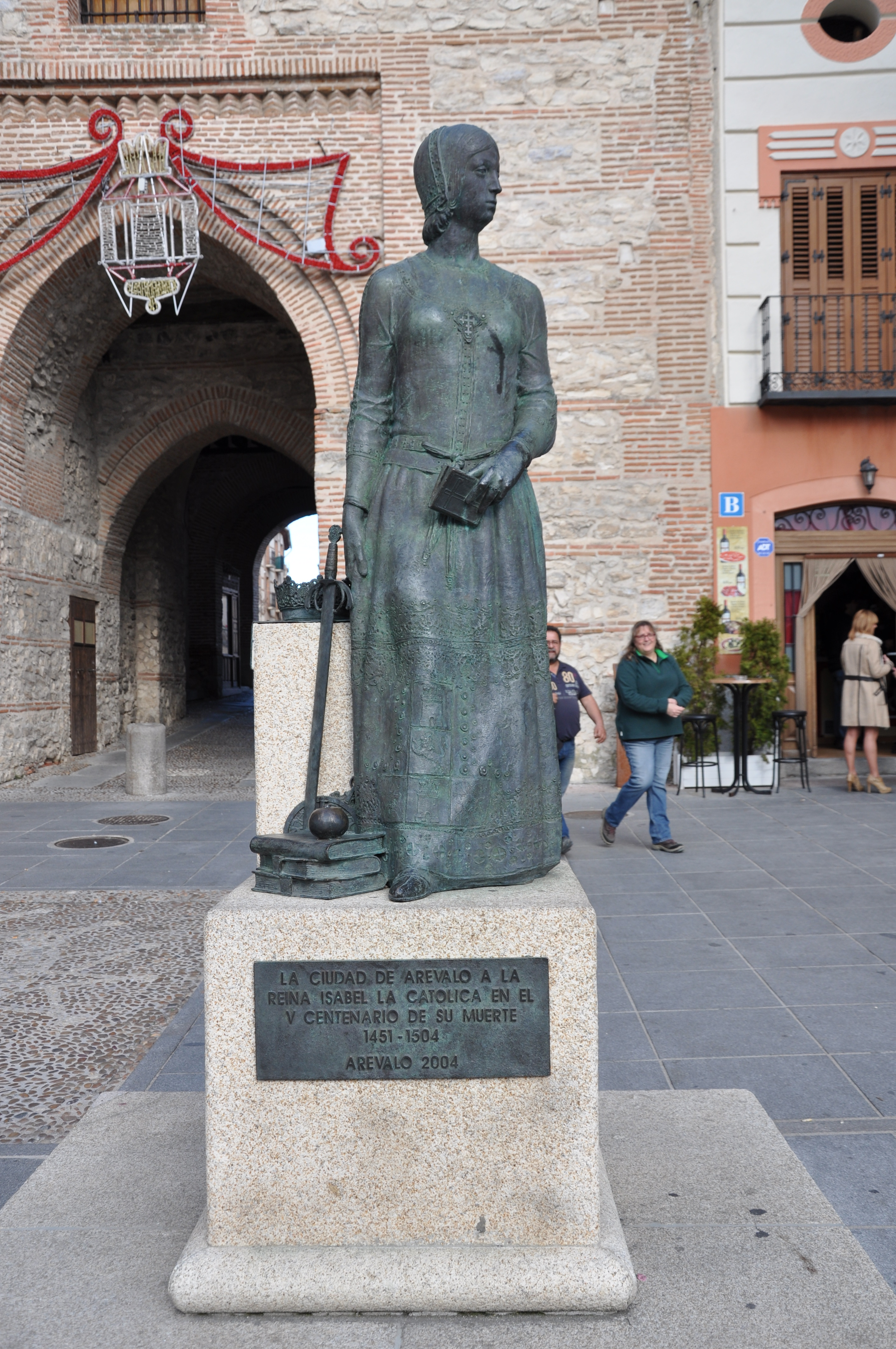
Monumento a Isabel la Católica, en Arévalo (Ávila).

Francisco Aparicio tiene obras en numerosos museos: Valdepeñas, Málaga, Albacete, Toledo, Cuenca, Casa de la Moneda en Estocolmo (Suecia), etc.

## Monedas de curso legal
En 1991 diseñó una colección de liras de curso legal para la República de San Marino. La colección incluía diez tipos de monedas, desde una a mil liras.